# Omar Geles
Omar Antonio Geles Suárez (Mahates, 15 de febrero de 1967 - Valledupar, 21 de mayo de 2024)fue un acordeonero, cantautor y compositor colombiano de vallenato.

## Biografía
Nació el 15 de febrero de 1967 en Mahates el departamento de Bolívar, sus padres fueron Roberto Geles e Hilda Suárez, desde joven se radicó en la ciudad de Valledupar.

### Carrera musical
Geles y el cantante Miguel Morales conformaron la agrupación «Los Diablitos» en 1985. Morales se retiró del grupo en 1991 y fue reemplazado por Jesús Manuel Estrada.
Omar Geles resultó ganador del Festival de la Leyenda Vallenata en la categoría semiprofesional en 1985, Rey de Reyes Semiprofesional en 1987, y rey profesional en 1989. Quedó en segundo puesto en el segundo Festival Rey de Reyes en 1997.
En abril de 2010, Geles -aunque continuó trabajando de cerca con Los Diablitos (rebautizado en 2004 como La Gente de Omar Geles) inició una carrera en solitario que tiene como primer resultado el disco «Una Historia cantada» bajo la dirección de Britt Fernando Amador y la colaboración de los acordeoneros Romario Munive y Andrés «Nene» Beleño. 
«Parrandeando con Omar Geles» fue el primer corte de difusión, donde Omar canta los temas de su propia inspiración, que fueron interpretados también por Jorge Celedón, Silvestre Dangond, Nelson Velásquez, Felipe Peláez, Diomedes Díaz, Iván Villazón entre otras figuras del folclor vallenato.
Recibió un homenaje por parte de reconocidos cantantes y compositores vallenatos por sus 25 años de vida artística en el programa Día a día de Caracol Televisión, el 20 de enero de 2011.
En 2015, reaparece con La Gente de Omar Geles y nuevos integrantes, es el caso de Eduar González de Maracaibo (Venezuela), Pedro García, más conocido como Drogger, en reemplazo de Álex Manga, y en el acordeón ingresó su sobrino Sergio Geles. Se destaca la canción «Cuando te apareces», combinando elementos del llamado Vallenato Nueva Ola con algunos arreglos electrónicos. De esta manera, se desliga totalmente del vallenato de corte romántico que impuso con Los Diablitos.
En 2018, Omar participó junto a los K Morales en la categoría folclórica de la LIX edición del Festival de Viña de Mar con el tema «El Fulano», resultando finalista en dicha edición.
En 2025 fue proclamado Rey de Reyes Póstumo del 58° Festival de la Leyenda Vallenata en Valledupar el parque de la leyenda se llenó de voces al entonar sus canciones dejando un legado eterno en el vallenato. 

### Compositor
Geles fue compositor de importantes éxitos como «No intentes» y «No puedo vivir sin ti», grabados por Diomedes Díaz; «Los caminos de la vida» y «Cómo le pago a mi Dios», interpretados por Los Diablitos; «Cuatro rosas», grabado por Jorge Celedón; «Gracias», «Mi amor por ella», «La traga loca», «A blanco y negro» y «El fuerte», por Silvestre Dangond; «Tarde lo conocí» y «Me dejaste sin nada» por Las Diosas del Vallenato; «Te dejé», «Todo por ti», «Como le doy mi vida» y «Yo la amo», grabadas por Peter Manjarrés; el cantante Martín Elías le grabó «Mi ex», «La eléctrica» y «O te acuso con Dios», entre otras.

### Fallecimiento
Omar Geles murió el 21 de mayo de 2024 en la clínica Erasmo de Valledupar víctima de un ataque cardiaco mientras jugaba tenis. Había sido internado en abril en Estados Unidos tras presentar dolor en el pecho y en uno de sus brazos después de un concierto.

## Discografía

### Los Diablitos
(Canta: Miguel Morales)
- 1985 ― De Verdad, Verdad
- 1986 ― Especiales
- 1987 ― Candente
- 1988 ― Primera Clase
- 1989 ― Nuestra Música
- 1990 ― Tentación
- 1991 ― Futuro

(Canta: Jesús Manuel Estrada)
- 1992 ― Como Los Dioses
- 1993 ― Sorpresa Caribe
- 1994 ― Tocando El Cielo

(Canta: Alex Manga)
- 1995 ― 10 Años De Historia
- 1996 ― Están De Moda
- 1997 ― Lenguaje Universal
- 1998 ― Corazón De Ángel
- 1999 ― Más Vallenato
- 2000 ― Máxima Expresión
- 2001 ― Uniendo Corazones
- 2001 ― Juntos (con Los Gigantes Del Vallenato)
- 2002 ― Versión Original
- 2003 ― Una Canción Diferente

### Omar Geles
(como Solista)
- 1993 ― Quien Quiere, Puede...
- 1997 ― Nace Del Alma
- 2001 ― Natural
- 2010 ― Una Historia Cantada
- 2012 ― Histórico ( A dúo con los grandes)

(Canta: Andre & Giova)
- 2005 ― El vallenaton de Omar Geles

(Canta: Alex Manga)
- 2004 ― Gente como tú...
- 2006 ― Chao amor
- 2007 ― Se siente el vallenato
- 2009 ― Prueba superada

(Canta: José Darío Orozco)
- 2004 ― Gente como tú...

(Canta: Drogger & Eduar)
- 2015 ― Cuando te apareces...
- 2016 — Ten cuidao’
- 2019 — El show de la fiesta

## Composiciones
Composiciones de Omar Geles y los artistas que grabaron la canción: 
- Los caminos de la vida (Los Diablitos, Cecilia Echeñique, La Tropa Vallenata, Vicentico, Karamelo Santo (incluye su estribillo en la canción "Nunca"), Paula Arenas y Dulce María con Alexander Acha)
- Tarde lo Conocí (Patricia Teherán y sus Diosas del Vallenato)
- Gracias (Silvestre Dangond)
- Te dejé: grabada por Peter Manjarrés & Sergio Luis Rodríguez en el álbum El caballero y el rey (2009).
- Cómo le pago a mi Dios (Los Diablitos)
- No intentes (Diomedes Díaz)
- La falla fue tuya: grabada por Diomedes Díaz.[17]
- Lo que quiero eres tú (Los Diablitos)
- Busca un confidente (Los Diablitos)
- Mi amor por ella (Silvestre Dangond)
- Me dejaste sin nada (Patricia Teherán)
- No puedo: grabada por el Grupo Kvrass.
- Me gusta, me gusta (Silvestre Dangond, Elvis Crespo)
- No puedo vivir sin ti (Diomedes Díaz)
- Pueda ser que no me extrañes: grabada por Diomedes Díaz & Juancho de la Espriella en el álbum Pidiendo vía (2003)
- Con mucho gusto (Diomedes Díaz)
- La aplanadora (Jorge Oñate)
- La traga loca (Silvestre Dangond)
- Ese momento lindo (Jorge Oñate)
- Por querer olvidarte (Nélson Velásquez)
- Cuando casi te olvidaba (Los Diablitos)
- A blanco y negro (Silvestre Dangond)
- Cambiaré (Patricia Teherán)
- A besitos (Los diablitos)
- Duele (Los gigantes del Vallenato)
- Por gustarte (Jorge Celedón)
- Cuatro rosas (Jorge Celedón)
- Amor a siete mares (Poncho Zuleta)
- El fuerte (Silvestre Dangond)
- Aquí va ve' vaina (Grupo Kvrass)
- El complemento de mi vida: grabada por Martín Elías.
- Veinte vidas más (Martín Elías)
- El amor más grande del planeta (Felipe Peláez)
- Nunca dudes de mí (Iván Villazón)
- OK (Jorge Celedón)
- Siempre te voy a esperar (Adriana Lucía)
- Ya tengo quien me quiera (Los Diablitos)
- Como le doy mi vida (Peter Manjarrés)
- Todo por ti (Peter Manjarrés)
- Qué vaina tan dífícil (Diomedes Díaz)
- Mi Ex (Martín Elías)
- La Eléctrica (Martín Elías)
- No hay una razón: grabada por Peter Manjarrés & Juancho De la Espriella en el álbum Llegó el momento (2002).
- Yo la amo: grabada por Peter Manjarrés & Franco Argüelles en el álbum Estilo y talento (2003).
- Intensamente enamorado: grabada por Peter Manjarrés & Franco Argüelles en el álbum Voy con Todo (2004).
- Contigo no voy más: grabada por Peter Manjarrés & Sergio Luis Rodríguez en el álbum Tu número uno (2011).
- El pum pum: grabada por Peter Manjarrés & Sergio Luis Rodríguez en el álbum Bendecido (2012).
- O te acuso con Dios (Martin Elías)
- El Patrón (Cristian Plata)
- Cuando lleguen los millones (Grupo Kvrass)
- El picantico (Elder Dayan Díaz) (Lucas Dangond)
- Las Locuras Mias (Silvestre Dangond)
- Volvamos a Ser Novios (Silvestre Dangond) (Juan Mario de la Espriella)
- La Critica (Jorge Oñate)
- Renuncio (Proyecto A)

## Filmografía
- El tema Los caminos de la vida de la autoría de Omar Geles e interpretada por Jesús Manuel Estrada fue parte de la banda sonora de la película María, llena eres de gracia (2004).[18]
- Interpretó al acordeonero Simón en la serie Escalona.